# الليلة الماضية (فلم 2010)
الليلة الماضية (بالإنجليزية: Last Night (2010 film)) هو فيلم دراما رومانسة عام 2010 من تأليف وإخراج ماسي تاج الدين، أول إخراج لها. يتتبع الفيلم الزوجين جوانا ريد (كيرا نايتلي) ومايكل ريد (سام ورثينجتون)، اللذين تغريهما أشكال مختلفة من الخيانة الزوجية عندما يقضيان ليلة منفصلة بعد قتال. تنجذب جوانا عاطفياً إلى صديقها السابق أليكس مان (غيوم كانيه) بينما ينجذب مايكل جسديًا إلى زميلته في العمل لورا نونيز (إيفا مينديز). يضم فريق الممثلين جريفين دن ودانيال إريك جولد وأنسون ماونت وستيفاني رومانوف وسكوت أدسيت وجوستين كوتسوناس وكريسيل ألميدا. تم إنتاج الليلة الماضية بواسطة انترتيمنت ون بالتعاون مع شركة أفلام غومونت، ويتعامل مع أسئلة حول الخيانة العاطفية والجسدية.
تم تطوير الفيلم كقصة رومانسية وتشويق قبل أن يدرك تاج الدين أهميته الأخلاقية. بعد إقناع نايتلي بقطع فترة عام كامل في التمثيل للمشاركة في الفيلم، قام تاج الدين بإلقاء الأدوار الأخرى مع مراعاة كيمياء الممثلين. رفض مينديز في الأصل دور لورا لكنه وافق على الظهور في الفيلم بعد محادثة مع تاج الدين. تم تصوير المشاهد في سوهو ، مانهاتن، بين عامي 2008 و 2009 مع بيتر ديمينج كمدير للتصوير. قام بتأليف الموسيقى التصويرية كلينت مانسيل، الذي حصل على جائزة الموسيقى التصويرية العالمية لأفضل مؤلف موسيقى تصويرية لهذا العام عن عمله.
اشترت شركة ميرماكس في البداية الليلة الماضية لإصدار 19 مارس 2010، لكنها تأخرت بسبب إغلاق الشركة. عُرض الفيلم في مهرجان تورونتو السينمائي الدولي 2010 ومهرجان روما السينمائي 2010. تم عرضه لأول مرة مسرحيًا في فرنسا في 16 فبراير 2011، وكان إصداره محدودًا في الولايات المتحدة في 6 مايو 2011. تم إصداره من خلال الفيديو عند الطلب. انقسم النقاد حول حبكة الفيلم وتعليقه على الخيانة الزوجية. تلقى التصوير السينمائي لدمينغ وعروضه من نايتلي وكانيه ومينديز الثناء بينما كانت ورثينجتون والمشاهد بين مايكل ولورا موضوعًا للنقد. حقق الليلة الأخيرة 7.7 مليون $ في المقام الأول من الأسواق الخارجية.

## قصة الفيلم
جوانا، كاتبة، ومايكل ريد، وكيل عقارات تجارية، زوجان يتشاركان شقة في مدينة نيويورك. أثناء حفلة مع زملاء مايكل، لاحظت جوانا أنه يقضي وقتًا مع لورا نونيز، زميلته الجذابة، وتتساءل لماذا لم يذكرها سابقًا. تشتبه جوانا في أن مايكل على علاقة غرامية وتواجهه حيال ذلك عندما يعودان إلى المنزل. لديهم حجة لكنهم يتصالحون في وقت لاحق من تلك الليلة وفي اليوم التالي، غادر مايكل في رحلة عمل إلى فيلادلفيا مع شركائه لورا وآندي؛ جوانا تتأخر لتعمل على رواية. جوانا تقابل صديقها السابق أليكس مان. ذهبوا إلى حانة في وقت لاحق من ذلك اليوم، وتناولوا العشاء مع اثنين من أصدقاء أليكس، ساندرا وترومان، وناقشا علاقتهما السابقة وزواج جوانا من مايكل؛ لم تخبر مايكل عن أليكس أبدًا.
تعود جوانا وأليكس إلى شقة أندي، حيث يتحدثان عن علاقتهما الرومانسية السابقة، بعد أن عادا بعد أن قطع مايكل علاقته مع جوانا لفترة وجيزة. خرجت لتمشية كلب آندي. أقفلهم في الخارج عن طريق الخطأ. يذهبون إلى حفلة مع ساندرا وترومان والكلب. تتقارب جوانا وأليكس على مدار الليل، وفي النهاية يتبادلان القبل. بعد الحفلة، يعودون إلى غرفة فندق أليكس. ترفض جوانا ممارسة الجنس مع أليكس وبدلاً من ذلك يقضون الليل في احتضان بعضهم البعض في السرير. في اليوم التالي، قبلت جوانا وأليكس قبلة قبل أن يغادر نيويورك حزينين.
تتخلل المشاهد التي تصور ليلة جوانا مع أليكس مشاهد تظهر مايكل ولورا. بعد تناول العشاء مع أحد العملاء، تدعو لورا مايكل لتناول المشروبات في بار الفندق. أخبرها مايكل أنه لم يخدع زوجته أبدًا. يذهبون إلى مسبح الفندق، حيث يرتدون ملابسهم الداخلية ويسبحون معًا. يعودون إلى غرفة لورا ويمارسون الجنس. في صباح اليوم التالي، اكتشف مايكل رسالة من جوانا تعتذر فيها عن شجارهما وتقول إنها تثق به. شعر مايكل بالذنب، وغادر فيلادلفيا مبكرًا. لورا وآندي يقدمان عرضهما التقديمي لعملائهما بدونه.
عند عودتهما إلى شقتهما، وجد مايكل جوانا تبكي. يضعون خططًا لهذا اليوم في محاولة لاستئناف حياتهم الطبيعية. يحتضنونها ويقول إنه يحبها. تشعر جوانا بالحيرة من عرض مايكل المفاجئ للعاطفة والعودة المبكرة من العمل. لاحظ مايكل أن جوانا تركت زوجًا من الأحذية باهظة الثمن من الليلة السابقة وأنها ترتدي ملابسها الداخلية الأكثر جاذبية. ينتهي الفيلم بينما تستعد جوانا للتحدث.

## طاقم العمل
- كيرا نايتلي كـ جوانا ريد
- سام ورذينجتن كـ مايكل ريد
- إيفا ميندز كـ لورا نونيز
- غيوم كاني كـ أليكس مان
- دانيال إيريك غولد كـ آندي
- أنسون ماونت كـ نيل
- غريفين دن كـ ترومان
- ستيفاني رومانو كـ ساندرا
- سكوت أدسيت كـ ستيوارت
- چوستين كوتسوناس كـ ماجي
- راي ريتكي كـ باربرا
- كريسيل الميدا كـ كريس

## الإنتاج
كتبت ماسي تاج الدين وصورتها الليلة الماضية، والتي كانت أول ظهور لها في الإخراج بعد كتابة سيناريوهات فيلمي ليو (2002) و السترة (2005). أكملت النص ما يقرب من أربع سنوات ونصف قبل صدوره؛  طورت المشاهد خارج التسلسل وكتبتها باستخدام مايكروسوفت وورد. قالت تاج الدين إنها واجهت صعوبة في كتابة الشخصيات التي «يمكن أن تظهر كأشخاص حقيقيين، وأن كفاحهم يمكن تصديقه».
بعد رد سلبي من مدير استوديو وارنر براذرز على تنسيق النص، أدركت أن «فاينال درافت» كان البرنامج المفضل لكتاب السيناريو. في المسودات المبكرة، تدور أحداث القصة بين لوس أنجلوس ونيو مكسيكو؛  تم تغيير المكان لاحقًا إلى مدينة نيويورك، والتي وصفها تاج الدين بأنها «مكان يمكن أن تلتقي فيه الشخصيات المتنوعة معًا». وأوضحت أن تغيير الموقع لم يؤثر على قطعة الأرض. لأنها أرادت تصوير علاقات الشخصيات في سياق أكثر شمولية بدلاً من ربطها بمدينة معينة. طلبت سبعة ملايين دولار للإنتاج، ووجدت صعوبة في تمويل الفيلم،  ورفضت مصدرًا محتملاً لعدم فهمها «رؤيتها الفنية». نسبت صحيفة لوس أنجلوس تايمز صعوبة بيع الليلة الماضية لاستوديو سينمائي إلى كونها دراما للبالغين، والتي وصفتها بأنها «مهددة في هوليوود».
تاج الدين الصورة في البداية الليلة الأخيرة بمثابة الرومانسية أو فيلم تشويق، لكنه يدرك في وقت لاحق تعليقها على الكفر في حين تجميع المدلى بها وطاقم الطائرة. حددت بعض وسائل الإعلام الزواج الأحادي باعتباره موضوعًا آخر تم استكشافه في الفيلم. شبّه تاج الدين الليلة الماضية بشريحة من قصة الحياة، وهو النوع الذي استمتعت به في طفولتها،  بينما وصفها جريفين دن بأنها "إثارة أخلاقية" نظرًا لتركيزها على "مقطع عالمي في علاقة طويلة الأمد" ". قارن النقاد القصة والشخصيات بتلك الخاصة بفيلم وودي آلن،  مثل ذا جلوب اند ميل الذي وصفه بأنه "مسرحية أخلاقية نيويورك" تدور أحداثها في "التضاريس العاطفية والجسدية" لألين. وصفت صحيفة أوتاوا صن النغمة بأنها "شعور أوروبي غامض" و "عالمية".

## التصوير وما بعد الإنتاج
تم التصوير في سوهو ، مانهاتن وحدث بين عامي 2008 و 2009. أثناء الإنتاج عُرفت الليلة الماضية باسم«تيل مي». تم العثور على مكان شقة مايكل وجوانا في تريبيكا بعد بحث دام ثلاثة أسابيع. طلب المنتجون مساحة مع مصعد ومساحة كافية لاستيعاب طاقم التصوير. أراد تاج الدين أن يمثل أثاث الشقة شخصيات الشخصيات وحالة علاقتهم لأن الفيلم لا يصور تاريخهم. كانت تنوي تصوير مايكل وجوانا على أنهما «زوجان عاملين ناجحين» بدلاً من «زوجين منفصلين للغاية في نيويورك»، على الرغم من أنها استقرت على المجموعة الأكبر بسبب ضيق الوقت. في إشارة إلى المظهر العام للفيلم، أرادت تمثيل الحياة اليومية في وسط مدينة نيويورك.
استخدم الممثلون لهجاتهم الطبيعية للشخصيات، وهو قرار نسبه ورثينجتون إلى نيويورك باعتبارها بوتقة انصهار. طلب من تاج الدين إزالة سطر يشير إلى مايكل وجوانا في رحلة العودة إلى الوطن، قائلاً: «لا تجعلني أشرح لماذا أنا من أستراليا». وأوضح تاج الدين أن طاقم الممثلين الدوليين لم يكن مقصودًا، لكنه قال «إنه شعور عضوي حقًا». بينما كان طاقم الممثلين يتألف من ممثلين من جنسيات متعددة، كان الطاقم أمريكي بالكامل. أثناء الإنتاج، ناقش الممثلون وطاقم العمل وجهات نظرهم حول الخيانة الزوجية وتبادلوا تجاربهم الشخصية مع بعضهم البعض.
تم تطوير الفيلم من قبل انترتيمنت ون بالتعاون مع شركة أفلام غومونت؛ يمتد القطع النهائي لمدة 92 دقيقة. قامت شركة أفلام غومونت فيلم كومباني بتمويل الليلة الماضية، وساعدت في إصداره في فرنسا، وعالجت المبيعات. وقال كريستوف رياندي، الرئيس التنفيذي لـشركة أفلام غومونت، إن الشركة استحوذت على الفيلم لإثبات «عزمها على المضي قدمًا في الإنتاجات الراقية الناطقة باللغة الإنجليزية». أنتج تاج الدين الفيلم مع نيك ويشلر وصيدوني دوما. كان ويشلر قد حاول سابقًا وضع نصوص تاج الدين الأخرى قيد الإنتاج. كان كريستوف رياندي وبودي إنرايت المنتجين التنفيذيين، وكان ساتسوكي ميتشل منتجًا مشاركًا. قامت سوزان إي مورس بتحرير الفيلم وتولى تيم غرايمز تصميم الإنتاج. عمل بيتر دمينغ كمخرج التصوير الفوتوغرافي للفيلم،  وصنعت آن روث الأزياء.

## الإطلاق وشباك التذاكر
خلال الأسبوع الثالث من إنتاجها، قامت شركة ميرماكس بشراء الليلة الماضية للتوزيع. تم تعيينه في الأصل لإصدار 19 مارس 2010، وتم تأجيله بعد إغلاق الشركة. كانت شركة والت ديزني، الشركة الأم لشركة ميرماكس، في البداية «غير راغبة في فعل أي شيء مع الفيلم خوفًا من أن تطأ أصابع قدمي المشتري النهائي لميراماكس»، لكنها سمحت لاحقًا بعرضها في مهرجان تورنتو السينمائي الدولي 2010،  حيث تم عرضه لأول مرة كفيلم ختامي. اعتبر مصادم (موقع) أنه «واحد من أكثر الأفلام التي لم يتم الإبلاغ عنها بشكل كافٍ». وفقًا لموقع سينما بليند دوت كوم، تلقى الفيلم استجابة إيجابية من جمهور المهرجان.
تم الحصول على حقوق توزيع الفيلم من قبل مهرجان تريبيكا السينمائي. تم عرض الليلة الماضية على أنها افتتاح مهرجان روما السينمائي 2010؛ لم يتمكن طاقم العمل من السير على السجادة الحمراء للفيلم بسبب احتجاجات حركة سنتوتوري. وجاء الاحتجاج ردا على قرار رئيس الوزراء سيلفيو برلسكوني بوقف الإعفاءات الضريبية لإنتاج الأفلام وتقليص الأموال المخصصة للفعاليات الثقافية. كجزء من المهرجان، كان الفيلم واحدًا من ستة عشر مرشحًا لجائزة جولدن مارك أوريليو.

## استقبال نقدي
تلقى تعليق الفيلم على الخيانة آراء متباينة. تم الثناء على تاج الدين لعدم دعمه أو استعداء جوانا أو مايكل. وأثنى دي في دي توك على تاج الدين لعدم اختزاله الشخصيات إلى «الوحوش والملائكة الذين يصنعون عادة من أجل السينما السينمائية عن الخيانة الزوجية». في مجلة إنترتينمنت ويكلي، أحب أوين غليبرمان أن الفيلم فحص الخيانة الزوجية بما يتجاوز الجنس فقط،  و دن المهوس قالت إنها تتجنب المزالق الشائعة في نوع نفض الغبار عن الفرخ . على الرغم من إعطاء الفيلم مراجعة إيجابية، كتب هوت بريس أن فعالية رسالته كانت «تعتمد بالكامل على تجارب المشاهد الخاصة». انتقد المراجعون الآخرون الشخصيات الرئيسية باعتبارها مملة،  بما في ذلك بعض التساؤل عن سبب أهمية الحبكة. ولخص هوليوود ريبورتر رسالة الفيلم بالسؤال: «رغم أن السؤال الحقيقي، من يهتم؟». انتقدت مجلة سلانت الليلة الماضية باعتبارها «قصة شخصين لا يتمتعان بملامح ميسورة»،  وانتقدتها جاسوس رقمي باعتبارها «تجربة مجوفة في الغالب» مع «نقص واضح في الجسد على عظام الحبكة العارية». وصفت حبكة وشخصيات الليلة الماضية بأنها تفتقر إلى «الشهية للمغامرة الجنونية» في أعمال وودي آلن،  أو المخاطر العاطفية لفيلم 2009 أنا أحب . على الرغم من المراجعات السلبية للفيلم بشكل عام، أشاد جابان تايمز وبوليتيكو بنهايته بسبب غموضه. وصفت بوليتيكو المشهد الأخير بأنه «لحظة غير تقليدية ومثيرة» يمكن مقارنتها بقطع القفز في فيلم الأزواج والزوجات عام 1992.

## وصلات خارجية
- مقالات تستعمل روابط فنية بلا صلة مع ويكي بيانات